# Малкоч (Болгария)
Малкоч (болг. Малкоч) — село в Болгарии. Находится в Кырджалийской области, входит в общину Кирково. Население составляет 326 человек.

## Политическая ситуация
В местном кметстве Малкоч, в состав которого входит Малкоч, должность кмета (старосты) исполняет Ахмед Хюсеин Аптулла (Движение за права и свободы (ДПС)) по результатам выборов правления кметства.
Кмет (мэр) общины Кирково — Шукран Кязим Идриз (Движение за права и свободы (ДПС)) по результатам выборов в правление общины.